# Sîvorohî, Dunaiivți
Sîvorohî (în ucraineană Сивороги) este localitatea de reședință a comunei Sîvorohî din raionul Dunaiivți, regiunea Hmelnîțkîi, Ucraina.

## Demografie
Componența lingvistică a localității Sîvorohî
     Ucraineană (99,14%)
     Alte limbi (0,87%)
Conform recensământului din 2001, majoritatea populației localității Sîvorohî era vorbitoare de ucraineană (99,14%), existând în minoritate și vorbitori de alte limbi.